# Tom Burke (actor)
Tom Liam Benedict Burke (Kent, Inglaterra, 30 de junio de 1981) es un actor británico. Es conocido por sus papeles como Athos en la serie de televisión de la BBC de 2014-2016 The Musketeers, por su papel de Dolokhov en la miniserie de adaptación literaria de la BBC de 2016 War & Peace, por el personaje epónimo Cormoran Strike en la serie de la BBC Strike, por su papel de Orson Welles en la película Mank (2020) y por su personaje de Praetorian Jack en Furiosa: A Mad Max Saga  (2024).

## Biografía
Burke nació en Londres y creció en Kent.Es hijo del actor británico David Burke y la actriz inglesa Anna Calder-Marshall. Es nieto del novelista Arthur Calder-Marshall. Sus padrinos son el actor británico Alan Rickman y la actriz Bridget Turner.
Se graduó del Royal Academy of Dramatic Art "RADA", en el 2002.

## Trayectoria profesional
En 1999 interpretó al soldado Chad Batterbee en la película All the King's Men. En el 2005 apareció en el tercer episodio de la miniserie Casanova donde interpretó a Jack Casanova a los 20 años, el hijo de Giacomo Casanova. En el 2008 interpretó al compositor, cantante e instrumentista inglés Geoff Goddard en la película Telstar: The Joe Meek Story. En el 2011 apareció en la miniserie Great Expectations donde interpretó al arrogante Bentley Drummle.
En el 2012 se unió al elenco de la segunda temporada de la serie The Hour donde interpretó a Bill Kendall, el rival e interés romántico de Bel Rowley (Romola Garai). Ese mismo año apareció en la película Cleanskin donde ido vida al agente del servicio secreto Mark.
En el 2013 obtuvo un papel en la película Only God Forgives donde interpretó a Billy, el hermano mayor de Julian, interpretado por Ryan Gosling, cuando Billy abusa sexualmente y mata a una joven acompañante el detective Chang le permite a Choi Yan Lee el padre de la joven golpearlo hasta matarlo. En enero de 2014 se unió al elenco protagónico de la nueva serie The Musketeers donde interpretó al mosquetero Athos, hasta el final de la serie en agosto de 2016. 
En el 2016 se unió al elenco de la miniserie War and Peace donde interpretó a Fedor Dolokhov, un frío oficial de la armada rusa que tiene una aventura con Helene Kuragina (Tuppence Middleton), la esposa de Pierre Bezukhov (Paul Dano). En octubre del mismo año se anunció que Tom se había unido al elenco principal de la serie Cormoran Strike donde dará vida a Cormoran Strike, un veterano de la guerra que se convierte en detective privado. La serie se estrenó en la BBC en agosto de 2017.

## Filmografía

### Largometrajes
| Año  | Título original              | Personaje                   | Ref(s) |
| ---- | ---------------------------- | --------------------------- | ------ |
| 2000 | Dragonheart: A New Beginning | Roland                      |        |
| 2005 | The Libertine                | Vaughan                     |        |
| 2007 | I Want Candy                 | John 'Baggy' Bagley         |        |
| 2008 | Donkey Punch                 | Bluey                       |        |
| 2009 | Telstar                      | Geoff Goddard               |        |
| 2009 | Chéri                        | Vicomte Desmond             |        |
| 2010 | The Kid                      | Mr. Hayes                   |        |
| 2010 | Third Star                   | Davy                        |        |
| 2012 | An Enemy to Die For          | Terrence                    |        |
| 2012 | Cleanskin                    | Mark                        |        |
| 2013 | Only God Forgives            | Billy                       |        |
| 2013 | The Invisible Woman          | Mr. George Wharton Robinson |        |
| 2014 | The Hooligan Factory         | Bullet                      |        |
| 2019 | The Souvenir                 | Anthony                     |        |
| 2020 | The Show                     | Fletcher Dennis             |        |
| 2020 | Mank                         | Orson Welles                |        |
| 2021 | The Souvenir Part II         | Anthony                     |        |
| 2021 | True Things                  | Blond                       |        |
| 2022 | Living                       | Sutherland                  |        |
| 2022 | The Wonder                   | William Byrne               | [ 8 ]  |
| 2023 | Klokkenluider                | Chris / Kevin               |        |
| 2024 | Furiosa: A Mad Max Saga      | Praetorian Jack             | [ 9 ]  |
| 2024 | Black Bag                    |                             | [ 10 ] |

### Cortometrajes
| Año  | Título original   | Personaje      |
| ---- | ----------------- | -------------- |
| 2003 | The Burl          | Connor         |
| 2004 | Squaddie          | Andy           |
| 2006 | The Enlightenment | Daniel Clay    |
| 2006 | Number 13         | Edward Jenkins |
| 2007 | Supermarket Sam   | Sam            |
| 2007 | The Collectors    | Edgar          |
| 2009 | Roar              | Mick           |
| 2011 | The Sweethearts   | Janek          |

### Telefilmes
| Año  | Título original         | Personaje              |
| ---- | ----------------------- | ---------------------- |
| 1999 | All the King's Men      | Private Chad Batterbee |
| 2003 | The Young Visiters      | Horace                 |
| 2004 | Bella and the Boys      | Lee                    |
| 2006 | Dracula                 | Dr. John Seward        |
| 2007 | The Trial of Tony Blair | Book Publisher         |
| 2007 | Heroes and Villains     | Napoleon Bonaparte     |
| 2008 | In Love with Barbara    | Ronald Cartland        |

### Series
| Año         | Título original                | Personaje               | Notas                                                  | Ref(s) |
| ----------- | ------------------------------ | ----------------------- | ------------------------------------------------------ | ------ |
| 1999        | Dangerfield                    | Gavin Kirkdale          | Serie; episodio #6.11 "Something Personal"             |        |
| 2003        | State of Play                  | Syd                     | Serie; episodio #1.3–1.6                               |        |
| 2003        | POW                            | Robbie Crane            | Serie; episodio #1.3                                   |        |
| 2004        | The Inspector Lynley Mysteries | Julian Britton          | Serie; episodio #3.1 "In Pursuit of the Proper Sinner" |        |
| 2005        | Casanova                       | Giac, aged 20           | Serie; episodio #1.3                                   |        |
| 2005        | The Brief                      | Dan Ottway              | Serie; episodio #2.2                                   |        |
| 2005        | Jericho                        | Edward Wellesley        | Serie; episodio #1.1 "A Pair of Ragged Claws"          |        |
| 2005        | All About George               | Paul                    | Serie; episodio #1.2–1.6                               |        |
| 2009        | Agatha Christie's Poirot       | Teniente Colin Race     | Serie; episodio #12.1 "The Clocks"                     |        |
| 2011        | Great Expectations             | Bentley Drummle         | Serie; episodio #1.2–1.3                               | [ 11 ] |
| 2012        | The Hour                       | Bill Kendall            | Serie; episodio #2.1–2.6                               |        |
| 2013        | Heading Out                    | Ben                     | Serie; episodio #1.6                                   |        |
| 2013 – 2014 | Utopia                         | Philip Carvel           | Serie; episodio #2.1                                   |        |
| 2014 – 2016 | The Musketeers                 | Athos                   | Serie;                                                 | [ 12 ] |
| 2016        | War & Peace                    | Fedya Dolokhov          | Miniserie                                              |        |
| 2017 – act. | Strike                         | Cormoran Strike         | Serie;                                                 |        |
| 2020        | The Crown                      | Derek 'Dazzle' Jennings | Serie; episodio: "The Hereditary Principle"            |        |
| 2022 – 2023 | The Lazarus Project            | Denis Rebrov            | Serie;                                                 |        |

## Teatro
| Año  | Obra                     | Personaje                 | Teatro                       | Ref(s)               |
| ---- | ------------------------ | ------------------------- | ---------------------------- | -------------------- |
| 2002 | Gertrude - the Cry       | Hamlet                    | Riverside Studios            |                      |
| 2003 | The Monument             | Stetko                    | Finborough Theatre           |                      |
| 2003 | Fragile Land             | Fidel                     | Hampstead Theatre            |                      |
| 2003 | The Wax King             | Lord Clifford             | The Dreaming Will Initiative |                      |
| 2004 | Romeo and Juliet         | Romeo                     | Shakespeare's Globe          | [ 13 ]               |
| 2005 | The Incarcerator         | Liddle                    | Old Red Lion Theatre         |                      |
| 2005 | Macbeth                  | Malcolm                   | Almeida Theatre              |                      |
| 2006 | The Cut                  | Stephen                   | Donmar Warehouse Theatre     | [ 14 ]               |
| 2007 | Scenes from an Execution | Carpeta                   | Hackney Empire               | [ 15 ]               |
| 2008 | Creditors                | Adolph                    | Royal National Theatre       |                      |
| 2008 | I'll Be the Devil        | Dermot                    | Tricycle Theatre             |                      |
| 2010 | Design for Living        | Otto                      | Old Vic Theatre              | [ 16 ]               |
| 2010 | Glass Eels               | Kenneth                   | Hampstead Theatre            | [ 17 ] [ 18 ]        |
| 2011 | Reasons to be Pretty     | Greg                      | Almeida Theatre              | [ 19 ] [ 20 ] [ 21 ] |
| 2012 | The Doctor's Dilemma     | Louis Dubedat             | Royal National Theatre       | [ 22 ] [ 23 ] [ 24 ] |
| 2016 | The Deep Blue Sea        | Freddie Page              | National Theatre             | [ 25 ]               |
| 2016 | Reasons to be Happy      | Greg                      | Hampstead Theatre            | [ 26 ] [ 27 ] [ 28 ] |
| 2018 | Don Carlos               | Posa / El gran inquisidor | Northcott Theatre            | [ 29 ]               |
| 2019 | Rosmersholm              | Johannes Rosmer           | Duke of York's Theatre       | [ 30 ]               |

## Premios y nominaciones
| Año  | Premio                                                | Obra         | Resultado | Ref(s) |
| ---- | ----------------------------------------------------- | ------------ | --------- | ------ |
| 2008 | Ian Charleson Award                                   | Creditors    | Ganador   | [ 31 ] |
| 2019 | Premio de Cine Independiente Británico al Mejor Actor | The Souvenir | Nominado  | [ 32 ] |